# Winkler Gábor (orvos)
Winkler Gábor (Budapest, 1949. március 9. –) magyar orvos, belgyógyász, endokrinológus, akadémiai doktor, címzetes egyetemi tanár (Debreceni Egyetem OEC, Semmelweis Egyetem, Budapest), egyetemi tanár (Miskolci Egyetem Egészségügyi Kar), professor emeritus (2018–). Neve széles körben szakmai (17), zenei (6) és betegoktató könyvei (7) révén vált ismertté.

## Iskolai végzettségek
- 1967: Gimnáziumi érettségi (Szinyei Merse Pál Gimnázium, kiemelt orosz tagozat, kitűnő eredménnyel)
- 1967–1973: Semmelweis Orvostudományi Egyetem Általános Orvosi Kar („summa cum laude”, „Felsőoktatási Tanulmányi Érdemérem”)
- 1997–1999: Budapesti Közgazdaságtudományi Egyetem KTI: Egészségügyi menedzser (kitüntetéses diploma)

### Szakképesítés
- 1978: belgyógyászat
- 1992: endokrinológia
- 1996: a Magyar Diabetes Társaság diabetológus orvosa
- 2002: a Magyar Atherosclerosis Társaság lipidológus orvosa (2002. november 8.)

### Egyéb egészségügyi képesítés
- 1997: Gyakorló kórházi menedzser

### Tudományos fokozat
- 1987: Ph.D. („A növekedési hormon elválasztás szövődménymentes fiatal felnőtt cukorbetegeken”)
- 2003: D.Sc. („A 2-es típusú diabetes mellitus és az elhízás-inzulinrezisztencia-2-es típusú diabetes kapcsolat egyes patogenetikai tényezőnek vizsgálata, különös tekintettel a cytokin rendszer szerepére”)

### Egyetemi minősítés
- 2000: Dr. med. habil. (Semmelweis Egyetem, Budapest)
- 2001: Egyetemi magántanár (Semmelweis Egyetem)
- 2009: Címzetes egyetemi tanár (Debreceni Egyetem)
- 2009: Címzetes egyetemi tanár (Semmelweis Egyetem)
- 2010: Főiskolai tanár (Miskolci Egyetem Egészségügyi Kas)
- 2013: Egyetemi tanár (Miskolci Egyetem Egészségügyi Kar)
- 2018 – Professor emeritus (Miskolci Egyetem Egészségügyi Kar)

### Nyelvismeret
- 1975: német nyelv (középfok)
- 1983: orosz nyelv (szakmai anyaggal bővített állami nyelvvizsga)
- 1967: angol nyelv (idegenvezetői vizsga)

## Pályafutás, munkahelyek
- 1973. október 1. – 1983. augusztus 31.: Fővárosi Szent János Kórház II. Belosztálya, segédorvos, majd alorvos
- 1983. szeptember 1. – 1986. augusztus 31.: az MTA belföldi tudományos ösztöndíjasa (a munkavégzés helye: Semmelweis OTE. I. Belklinika, témavezető: Prof. Dr. Holló István tanszékvezető egyetemi tanár), részvétel a klinika diabetológiai munkacsoportjának tevékenységében (a János kórházi állás megtartása mellett)
- 1986. szeptember 1. – 1992. december 31.: Fővárosi Szent János Kórház II. Belosztálya, adjunktus, majd főorvos
- 1993. január 1. – 1997. február 28.: Fővárosi Szent János Kórház I. Belosztály, osztályvezető főorvos
- 1997. március 1. – 2017. jún.: Fővárosi Szent János Kórház II. Belosztály, osztályvezető főorvos
- 2017 – orvos-igazgató: Szent János Kórház, majd ÉKC Új Szent János Kórház és Szakrendelő
- 1993. január 1. – 2017. jún.:az Észak-budai Diabetes Szakrendelés és Gondozó vezetője
- 1999 – 2001. április 1.: a Fővárosi Szent János Kórház orvosigazgató-helyettese (az osztály- és gondozó vezetői feladat megtartása mellett)

### Egyéb szakmai megbízatások
- 1995 – 2002. dec. 31.: a Főorvosi Kollégium elnöke (Fővárosi Szt. János Kórház)
- 2003. jan. 1. – 2017. jún.: a Főorvosi Kollégium helyébe lépő Szakmai Vezető Testület elnöke
- 1993 – jelenleg is: a Fővárosi Szent János Kórház Tudományos és Kutatásetikai Bizottságának tagja
- 1996–2017: a Magyar Diabetes Társaság és az Országos Belgyógyászati-, valamint az Országos Csecsemő és Gyermekgyógyászati Intézet Közös Diabetes Bizottsága (OBIOCSGYIDB), majd ez utóbbi megszűnte után a Magyar Diabetes Társaság Oktatási, Minősítő és Koordinációs Bizottsága megbízásából a felnőtt diabetológiai ellátás budai területi referense
- 1998–2002: orvosszakértő ([diabetológia] Egészségügyi Szakképző és Továbbképző Intézet)
- 2005–2008: a Belgyógyász Szakmai Kollégium mellett működő Diabetes Szakcsoport tagja
- 2009–2016: a Belgyógyász Szakmai Kollégium, majd Tagozat tagja
- 2006–2017: fővárosi, majd fővárosi és Pest megyei belgyógyász szakfelügyelő főorvos

## Tudományos tevékenysége
- 1973–1983. Részvétel a Fővárosi Szent János Kórház II. Belosztálya diabetológiai és endokrinológiai orientációjú tevékenységében (Prof. Dr. Góth Endre, majd Dr. Salamon Ferenc irányítása mellett)
- 1983–1986. Az MTA belföldi tudományos ösztöndíjasaként a növekedési hormonelválasztás és szabályozásának tanulmányozása fiatal felnőtt cukorbetegeken (Prof. Dr. Holló István irányításával)
- 1993 – A Fővárosi Szent János Kórház I., majd II. Belosztálya tudományos munkájának irányítása. A vizsgálatok fő területei: a 2-es típusú diabetes és szövődményeinek klinikuma, patofiziológiája; a cytokinek és mindkét típusú diabetes, illetve microvascularis szövődményeik kapcsolata: a tumor necrosis factor-a elhízásï€inzulinrezisztencia-2-es típusú diabetes patogenetikai kapcsolatban betöltött szerepének tanulmányozása; az oralis antidiabetikus kezelés újabb képviselőinek klinikofarmakológiai vizsgálata
- 1997–2000. Az ETT 05/050 pót/1997 sz. kutatás vezetője („Cytokinek szerepe az inzulinrezisztencia létrejöttében és kapcsolatuk a microangiopathiás szövődményekkel”)
- 2000–2003. Az ETT 03/2000. sz. kutatási programjának vezetője („A TNF-rendszer és a leptin szerepe az elhízás és a 2-es típusú diabetes mellitus patogenezisében”)
- 2003–2005. Az ETT 015/2003. sz. kutatási programjának vezetője („A TNF-rendszer, az adiponectin és a ghrelin szerepe az inzulinrezisztencia folyamataiban")
- 2004–2007. A Magyar Diabetes Társaság kutatási pályázata keretében támogatott kutatás („Adipocytokinek inzulinrezisztenciában játszott szerepének vizsgálata") vezetője
- 2004 – Több multinacionális, multicentrikus klinikofarmakológiai vizsgálat nemzeti koordinátora (DINAMIC-1 Study, ENDORSE, LANDSCAPE, HABOT)

## Szakmai folyóiratoknál betöltött funkciók
- 1993–2021: A Magyar Diabetes Társaság szakmai folyóirata, a Diabetologia Hungarica főszerkesztője (a lap megalapítása óta). Ezt megelőzően, megjelenésének kezdetétől (1983.) megszűntéig (1992.) a Magyar Diabetes Társaság „Diabetes-Információ” c. periodikus kiadványának alapítója és szerkesztője
- 1995 – A Háziorvosi Továbbképző Szemle szerkesztőbizottsági tagja
- 2000 – 2002 Az újonnan megalapított Obesitologia Hungarica szerkesztőbizottsági tagja
- 2003 – A Metabolizmus c. folyóirat szerkesztőbizottsági tagja
- 2003 – 2016: A Granum c. folyóirat szerkesztőbizottsági tagja
- 2007 – Az Orvosi Hetilap szerkesztőbizottsági tagja
- 2007 – A Lege Artis Medicinae szerkesztőbizottsági tagja
- 2007 – 2016: Az újonnan alapított Gyógyszerész Továbbképző Szemle szerkesztőbizottsági tagja
- 1999 – A Diabetologia, a Diabetes, a Diabetic Medicine, a Life Sciences és a European Journal for Obstetrics, Gynecology and Reproductive Medicine, Vascular Health and Risk Management c.folyóiratoknál lektorálásban valóközreműködés

## Tudományos társasági tagság

### Nemzetközi szaktársaságokban
- EASD (European Association for the Study of Diabetes, 1988 -)
- DDG (Deutsche Diabetes Gesellschaft, 1987–2006)
- BDA (British Diabetes Association, 1994 -, a Diabetol Hung főszerkesztőjeként)
- ADA (American Diabetes Association, 1993–2006)
- EASO (European Association for the Study of Obesity, 1996–1998)
- Donausymposium für Diabetes Mellitus (1997 -)

### Hazai szakmai társaságokban
- Magyar Belgyógyász Társaság (1974-)
- Magyar Diabetes Társaság (1974-)
- Magyar Endokrinológiai és Anyagcsere Társaság (1974-)
- Magyar Elhízásellenes Alapítvány (1992–1999)
- Magyar Elhízástudományi Társaság (1999–)
- Magyar Orvosi Nukleáris Társaság (1980–1993)
- Magyar Atherosclerosis Társaság (2002-)

### Szaktársaságokban végzett tevékenység
- A Magyar Diabetes Társaság elnökségének tagja, jegyző (1986–2004)
- A Magyar Diabetes Társaság Oktatási és Minősítő Bizottságának elnöke (1996–1997)
- A Magyar Diabetes Társaság Oktatási, Minősítő és Koordinációs Bizottságának oktatási és minősítési ügyekért felelős alelnöke (1997 novembere óta)
- A Magyar Diabetes Társaság leendő elnöke (president elect) a 2004–2007. évre), megválasztva: 2004. április
- A Magyar Diabetes Társaság elnöke (2007. március 3-tól, 2012-ig meghosszabbítva)
- A Magyar Elhízásellenes Alapítvány elnökségének tagja (1997–1999)
- A Magyar Elhízástudományi Társaság elnökségének tagja (1999–2002)
- Az EASD Diabetes Education Study Group tagja (DESG, 1990–1999)
- Az EASD Hypertension in Diabetes (HÍD) Study Group tagja (1998–2000)
- Az IDF International Committee of Diabetes Magasine Makers (ICDM) tagja (1987–2002)
- A 2002. szeptember 1-5. között Budapesten rendezett Európai Diabetes Kongresszus (EASD) helyi szervezőbizottságának (executive board) tagja

## Ösztöndíjak, tanulmányutak
- WHO ösztöndíj (Helsinki-Koppenhága, az inzulin-pumpakezelés és intenzív inzulinkezelés gyakorlata, a diabetes gondozás rendszere) (1986)
- Düsseldorfi Egyetem Anyagcsere-és Táplálkozás Egészségügyi Tanszéke (a diabeteszes betegoktatás strukturált rendszerének tanulmányozása) (1987)

## Közlemények, publikációs tevékenység
- 1998-ban az Orvosi Hetilap szerkesztőbizottsága Markusovszky-díjban részesített a „Szemléletváltozás a 2. (nem inzulindependens) típusú cukorbetegség kezelésében” c. dolgozatukért
- 1999-ben A zsírszövet endokrin funkciója c. dolgozatuk elnyerte a Diabetologia Hungarica c. folyóirat legjobb közlemény díját
- 2004-ben az „Investigation of galectin-3 in diseases of the thyroid gland” c., az Eur J Endocrinolban megjelent dolgozatuk (149: 449–453. 2003) elnyerte a Magyar Endokrinológiai és Anyagcsere Társaság, valamint a Sanofi-Synthelabo által alapított, a tárgyév hazai endokrinológiai kutatását legjobban reprezentáló idegen nyelvű szakközlemény elismerésére alapított „Henning pályadíjat"
- 2004-ben „A glukagon-szerű peptid (GLP)-1 részvétele a szénhidrát-anyagcsere szabályozásában, receptoragonistái és analógjai potenciális helye a 2-es típusú diabetes jövőbeni terápiájában” c. dolgozatuk elnyerte a Diabetologia Hungarica c. folyóirat legjobb közleménye címet
- 2007-ben „Az inzulinrezisztencia molekuláris tényezői szívinfarktuson átesett betegekben” c. dolgozatuk elnyerte a Diabetologia Hungarica c. folyóirat legjobb közleménye címet
- Winkler Gábor–Gézsi Andrásné–Baranyi Éva: Gasztronómiai világkalauz. Egészségeseknek, cukorbetegeknek, lisztérzékenyeknek és fogyni vágyóknak; SpringMed, Bp., 2013 (SpringMed diétás könyvek)
- Winkler Gábor–Baranyi Éva: A cukorbetegség egészségkárosító hatása. A megelőzés és a kezelés lehetőségei; SpringMed, Bp., 2014 (SpringMed szakdolgozói könyvtár)
- Winkler Gábor–Jermendy György: Diabetes mellitus. Gyakori kérdések, gyakorlati válaszok; Tudomány, Bp., 2015
- Winkler Gábor–Hosszúfalusi Nóra–Baranyi Éva: Inzulinterápia felnőttkori diabetes mellitusban; SpringMed, Bp., 2015 (SpringMed orvosi szakkönyvek)
- Diabetológia. 25 érdekes és tanulságos eset; szerk. Winkler Gábor; SpringMed, Bp., 2016 (SpringMed orvosi esettanulmányok)
- Jermendy György–Winkler Gábor: Inkretintengelyen ható terápia a diabetológiai gyakorlatban; Medicina, Bp., 2016

## Kitüntetései, elismerései
- Felsőoktatási Tanulmányi Érdemérem (1973)
- A Magyar Diabetes Társaság „Magyar Imre”-díja (1994)
- A Magyar Diabetes Társaság „Hetényi Géza”-díja (2000)
- A Magyar Elhízástudományi Társaság jubileumi emlékérme (2002)
- Az egészségügyi, szociális és családügyi miniszter elismerő oklevele a budapesti EASD Kongresszus helyi szervezőbizottsága tagjaként végzett munkájáért (2002)
- A Promenade Kiadó és a Metabolizmus c. lap szerkesztőségének „Metabolizmus” díja (2007)
- A Magyar Diabetes Társaság Pro Dabetologia díja (2012)
- Magyar Érdemrend Tiszti Keresztje (polgári tagozat) (2013)
- Batthyány-Strattmann László díj (2019)

### Intézeti elismerések
- „Szent János Kórházért” – a Fővárosi Szent János Kórház centenáriumi emlékérme (1995)
- Orvos-igazgatói dicséret (2007)
- Semmelweis-emlékgyűrű (2009)

## Zenei szakíróként
- Barangolás az operák világában I–IV., Tudomány Könyvkiadó, Budapest, 2004–2006
- Egy élet az operaszínpadon. Portré Melis Györgyről; Tudomány, Budapest, 2009 + CD
- Operett. Szubjektív kalauz egy varázslatos világban, 1-2.; ill. Gáspár Imre; Tudomány, Budapest, 2013
- A Fokanovista, aki itthon lelt otthonra; Tudomány, Budapest, 2015 + DVD
- A magyar operett; Holnap, Budapest, 2018
- Bende Zsolt. Stílus és elegancia; Holnap, Budapest, 2019
- Opera. Szerelem, szenvedély, téboly a színpadon; ill. Szeidl Andrea; Holnap, Budapest, 2021
- Opera. Koronás fők, csaták, forradalmak. Történelem az operaszínpadon; ill. Dani Orsi; Holnap, Budapest, 2022
- Opera. Meseoperák – tündérek, sellők, hercegek; Holnap, Budapest, 2024